# (7109) Heine
(7109) Heine – planetoida z pasa głównego asteroid okrążająca Słońce w ciągu 4 lat i 120 dni w średniej odległości 2,65 j.a. Została odkryta 1 września 1983 roku. Przed nadaniem nazwy planetoida nosiła oznaczenie tymczasowe (7109) 1983 RT4